# Saint-Hippolyte (Doubs)
Saint-Hippolyte település Franciaországban, Doubs megyében. Lakosainak száma 965 fő (2022. január 1.). Saint-Hippolyte Montécheroux, Bief, Les Bréseux, Chamesol, Fleurey, Liebvillers, Montandon és Soulce-Cernay községekkel határos.

## Népesség
A település népessége az elmúlt években az alábbi módon változott:
| Lakosok száma | 1256 | 1179 | 1128 | 936  | 912  | 907  | 898  | 887  | 913  | 965  |
|               | 1968 | 1982 | 1990 | 2006 | 2013 | 2015 | 2017 | 2019 | 2020 | 2022 |